# Julia Deakin
Julia Margaret Deakin (Gainsborough, 20 mei 1952) is een Britse actrice.

## Carrière
Deakin begon in 1979 met acteren in de film Follow the Star, waarna zij nog meerdere rollen speelde in films en televisieseries. Zij is vooral bekend van haar rollen als May Skinner in Oh Doctor Beeching! en als mrs. Daphne Andrews in de televisieserie House of Anubis waar zij in 54 afleveringen speelde (2011-2012).

## Huwelijk
Deakin is getrouwd met acteur en auteur Michael Simkins.

## Filmografie

### Films
Uitgezonderd korte films.
- 2022 Mind-Set - als Charity Pat
- 2020 Rebecca - als Lady Crowan
- 2018 The Snarling - als Yvonne Mayor
- 2015 High-Rise - als Jean
- 2015 Alt - als Liz
- 2013 The World's End - als vrouw van B&B
- 2013 Having You - als mrs. Haughton
- 2012 Bad Sugar - als Dilys
- 2012 The Sweeney - als oudere vrouw
- 2010 The First Men in the Moon - als mrs. Fitt
- 2009 Down Terrace - als Maggie
- 2008 Clive Hole - als slimmere hoer
- 2008 Hancock & Joan - als huurbaas
- 2007 Hot Fuzz - als Mary Porter
- 2006 Scoop - als medepassagier van Sid
- 2004 Between Two Women - als Alice
- 2004 Shaun of the Dead - als moeder van Yvonne
- 2002 Pure - als mrs. Rawlings
- 2000 The Sleeper - als Valerie
- 2000 Liam - als tante Aggie
- 1994 Staggered - als Brenda
- 1990 Dancin' Thru the Dark - als Bernadette King
- 1986 God's Chosen Car Park - als Nancy Dean
- 1985 Mr. Love - als Melanie
- 1983 Birth of a Nation - als Grunsell
- 1979 Follow the Star - als dorpsbewoonster

### Televisieseries
Uitgezonderd eenmalige gastrollen.
- 2015-2021 Holby City - als Carole Copeland - 36 afl.
- 2018-2019 Shakespeare & Hathaway: Private Investigators - als Genevieve Shakespeare - 2 afl.
- 2016 Mid Morning Matters with Alan Partridge - als Caller - 4 afl.
- 2014 The Midnight Beast - als Sylvia - 3 afl.
- 2013 Big Bad World - als Shirley - 6 afl.
- 2011-2012 House of Anubis - als mrs. Daphne Andrews - 54 afl.
- 2003-2004 Coronation Street - als Brenda Fearns - 14 afl.
- 1999-2001 Spaced - als Marsha Klein - 14 afl.
- 1997 Spark - als Ursula Craig - 3 afl.
- 1996-1997 Oh Doctor Beeching! - als May Skinner - 19 afl.
- 1994 Mother's Ruin - als Brucella Pashley - 2 afl.
- 1992-1994 So Haunt Me - als Carole Dawlish - 8 afl.

- Gemeinsame Normdatei: 1024714578
- International Standard Name Identifier: 0000 0000 5116 8699
- Library of Congress Control Number: no2008006546
- MusicBrainz: e1fef17a-273f-4ff2-9858-37389843f91c
- Virtual International Authority File: 31794812
- WorldCat: E39PBJdGTbfFdDyRWHMXvDgVG3